# 財政昏迷指數
財政昏迷指數是由《商業周刊》、393公民平台、台灣經濟研究院顧問黃崇哲等學者設計的財政健全評估指標，評比2001年到2012年台灣各縣市多項財政能力，如永續服務、決算預算支應、償債審核資料及現金償付等；該指數的評估方法是以美國政府會計標準委員會、美國公民聯合會等國際公認作法為基礎。
該指數以四大面向探討地方財政破產失靈之可能，其目的包括：建立公民財政參與感，期望經由本指標使公民社會容易掌握財政情勢變化，並研判影響財政健全的主要因素，以形塑社會壓力，引導政治政策追求永續財政健全；突破預算審議與政黨瓜分機制，使公民社會能便利掌握預算編列的內容，提升議會預算審議成效，引導預算資源用於社會最大效用項目之上；本指標也可以引導社會輿論思維，使全體社會得以掌握公共財政之可能風險，並同時關注財政永續發展之重要性。

## 歷史
該指數是由393公民平台所提出。393公民平台發現，台灣2004年底已累積債務新台幣4.97兆元，2013年底增加為新台幣6.86兆元，部份縣市的債務已逼近舉債上限；且台灣的民意代表常因選舉壓力，允諾各種公共福利，使政府支出歷年增加，卻不敢提高稅率以確保政府的收支平衡。因此，参玖参公民平台認為，政府預算、分配與使用績效，需要公民參與其監督與檢討。然而393公民平台發現，政府財政資訊項目繁多、內容瑣碎，一般公民難以進行檢討分析，需要專業團體協助整理財政數據、轉換成簡而易懂之指標，以提升中央和地方財政管理之課責性。有鑑於此，393公民平台參考了國際政府財政指標與檢討機制，於2014年4月首度提出「公民地方財政健全評估指標」，又稱「財政昏迷指數」，以促進公民參與政府財政監督。

## 定義
財政昏迷指數就臺灣各縣市政府就歷年財政情勢進行分析探討，以現金償付能力、預算支應能力、長債償還能力、永續服務能力做分析，公式如下：
昏迷指數=現金償付能力X40%+預算支應能力X30%+償債償還能力X20%+永續服務能力X10%。

## 編制方式
財政昏迷指數是根據ICMA建議的四個面向為指標，給予不同的加權之後，加總成為一個代表中華民國各縣市財政狀況的指數。四個面向的名稱、意義與加權成數為：
1. 現金償付能力：佔40%，可衡量政府是否有能力償還短期債務。
2. 預算支應能力：佔30%，可觀察政府是否具有足夠的收入，以應付歲出。
3. 長債償還能力：佔20%，可衡量政府是否有能力償還長期債務。
4. 永續服務能力：佔10%，可衡量政府是否有能力將其所提供的公共服務，維持在目前的水準[4]。

## 歷年結果
根據2014年4月公佈首次「台灣20縣市財政昏迷指數評比」調查顯示，2012年，桃園縣、台中市、新竹市是狀況最好的3縣市，苗栗縣最差，落入「瀕臨腦死區」，另外次差的重度昏迷縣市，則含基隆市、南投縣、彰化縣、雲林縣、花蓮縣、澎湖縣與屏東縣。
2014年底，「台灣20縣市財政昏迷指數評比」觀察2011年五都升格後至2013年的縣市財政狀況，公布全台20縣市中，85%的縣市財政進步，尤以台南市、台東縣為財政優等生。
2015年底的「台灣20縣市地方財政昏迷指數評比」，再次引發不少話題。393公民平台依據審計部2014年地方政府總決算審核報告，再參照國際地方財政信用評等經驗，編制「2014年縣市財政昏迷指數報告」，其中台北市表現最好，苗栗與花蓮最差。。

## 外部連結
- 2014年財政昏迷指數評比報告下載-393公民平台 （页面存档备份，存于）
- 商業周刊的專題報導 （页面存档备份，存于）
- 歷年調查成果 （页面存档备份，存于）

## 相關
- 臺灣選舉
- 臺灣選舉地理